# Gilbert Diendéré
Gilbert Diendéré (* 1960 nebo 1961 Ouagadougou) je burkinafaský voják a bývalý předseda Národní rady pro demokracii, vojenské junty, která krátce převzala moc v Burkině Faso během zářijového státního převratu v roce 2015. Byl dlouholetým spolupracovníkem prezidenta Blaisea Compaorého a během jeho vlády působil jako velitel Prezidentské bezpečnostní gardy (Régiment de sécurité présidentielle, RSP). V současnosti si odpykává trest odnětí svobody za svou roli při vraždě Thomase Sankary v roce 1987 a při zabití odboráře Daba Boukaryho v roce 1990.

## Život
Během více než třiceti let vlády byl blízkým spolupracovníkem Blaisea Compaorého a spolu s ním je podezřelý z účasti na atentátu na kapitána a prvního burkinafaského prezidenta Thomase Sankaru, k němuž došlo při státním převratu v říjnu 1987. V době převratu byl Diendéré velitelem národního výcvikového střediska pro komanda ve městě Pô. Jediný přeživší útoku, Alouna Traoré, označil všechny známé útočníky za osoby, které přímo podléhaly Diendérému. Podle jeho verze událostí, kterou vypráví v knize belgického spisovatele Luda Martense Sankara, Compaoré et la révolution burkinabé (1989), generál uvádí:
„Byli jsme varováni, že Compaoré, Lingani a Zongo budou té noci zatčeni. (...) Naší reakcí bylo zatknout Sankaru dříve, než dojde k nenapravitelnému. (...) Sankara měl, jako vždy, v ruce zbraň, automatickou pistoli. Okamžitě začal střílet a zabil jednoho z našich. V tu chvíli všichni odpověděli palbou.“
Jako velitel prezidentské stráže za Compaorého vlády se také podílel na dodávkách zbraní povstalcům v Sieře Leone během občanské války, a to navzdory zbrojnímu embargu uvalenému OSN.
Během 27 let vlády Blaisea Compaorého byl Diendéré považován za jednoho z jeho klíčových spojenců v armádě. Působil jako náčelník štábu a velitel elitní prezidentské bezpečnostní gadry (RSP), ačkoli byl zároveň vnímán jako postava pohybující se v pozadí celého pluku. Koncem roku 2014, po svržení Compaorého, byl přechodnými orgány odvolán ze svých funkcí v armádním velení. Přestože již oficiálně nestál v čele RSP, zůstal s tímto útvarem úzce spjat i během událostí roku 2015, kdy se RSP dostal do konfliktu s přechodnými autoritami, které usilovaly o jeho rozpuštění.

### Působení během převratu 2015
Příslušníci RSP spustili 16. září 2015 převrat a zadrželi prezidenta Michela Kafanda a premiéra Isaaca Zidu. 17. září byl Diendéré jmenován předsedou Národní rady pro demokracii, nově vytvořené vojenské junty a stal se tak jedním z nejvyšších představitelů země. Junta však nedokázala upevnit svou moc nad celým územím země a čelila tlaku regionálních lídrů i řádné armády. Výsledkem převratu bylo 17 mrtvých a na 270 zraněných.
22. září 2015 se RSP dohodl s řádnou armádou na návratu všech svých jednotek zpět na základnu. O den později byl prozatímní prezident Kafando navrácen zpět do úřadu. Diendéré následně přiznal, že převrat byl „plýtváním časem a prostředky… a došlo ke ztrátám na lidských životech“. Po slavnostním aktu k návratu prezidenta Kafanda se Diendéré setkal s několika západoafrickými státníky.
25. září 2015 vláda prezidentskou gardu oficiálně rozpustila a o den později zmrazila majetek Diendérého a dalších osob spojených s převratem. Poté, co armáda obsadila základnu RSP, uprchl Diendéré na velvyslanectví Vatikánu. Vatikánská vláda později ujistila, že Diendéré nebude zabit, a ten byl po vyjednáváních 1. října za doprovodu bývalého prezidenta Jeana-Baptista Ouédraoga předán do rukou úřadů. Odsouzen byl ke 20 letům vězení.

### Stíhání
Kromě stíhání za převrat čelil Diendéré také obžalobě z účasti na smrti Thomase Sankary, spolu s Blaiseem Compaorém a dalšími 12 osobami. V listopadu 2021 stanul před soudem, kde svou účast na dotčených zatýkáních popřel. Závěrečné řeči měly proběhnout během posledního lednového týdne roku 2022, avšak po převratu z 23. ledna byl proces přerušen a Diendéré byl za přispění povstalců propuštěn z vězení, jelikož stoupenci junty tvrdili, že stíhání bylo politicky motivované.
V dubnu 2022 byl Diendéré vojenským tribunálem v Ouagadougou znovu odsouzen na doživotí za svou roli při atentátu na Sankaru v roce 1987. V září 2022 mu byl navíc vyměřen trest 20 let vězení a pokuty jeden milion Franků za spoluvinu na vraždě odboráře Daba Boukaryho v roce 1990.

### Osobní život
Diendéré je ženatý s političkou Fatou Diendéréovou, místopředsedkyní někdejší vládní strany Kongres pro demokracii a pokrok (CDP), po několikaletém společném soužití uzavřeli sňatek v srpnu 2014. V roce 2019 byla Diendéréová odsouzena ke 30 letům vězení za vraždu, napadení, ublížení na zdraví a ohrožení bezpečnosti státu.

## Napojení na džihádistické skupiny v Sahelu
Diendéré je považován za jednoho z nejlvlivnějších a nejinformovanějších v oblasti Sahelu. Po léta udržoval privilegované vztahy s Muammarem Kaddáfím a byl považován za „chráněnce“ Libye. Skrytě se účastnil občanských válek v Libérii a Sieře Leone a později také povstání v Pobřeží slonoviny, ačkoli on sám jakýkoli zásah do záležitostí sousedních států popřel.
Analytici se domnívají, že jeho mezinárodní kontakty v uplynulé dekádě pomohly upevnit postavení Blaisea Compaorého jako „mírotvorce“ a „prostředníka“ v Sahelu, kde se stále více prosazovaly džihádistické skupiny, a že sehrál klíčovou roli při vyjednávání o propuštění západních rukojmích. Podle některých médií Diendéré, spolu se zvláštním poradcem Compaorého Mustafou Chafim, udržoval úzké styky s vůdci těchto džihádistických skupin. Ačkoli byl vnímán jako nevýrazná postava, několikrát vystoupil před televizními kamerami při příležitosti propuštění západních rukojmích.
Jeho zatčení v říjnu 2015 je některými analytiky vnímáno jako jeden z faktorů, který mohl přispět k selhání bezpečnostních složek Burkiny Faso zabránit teroristickému útoku v Ouagadougou v lednu 2016, k němuž se přihlásila organizace Al-Káida.

## Zahraniční vztahy
Během tří desetiletí v čele prezidentské gardy udržoval těsné kontakty s francouzskými vojenskými kruhy. V roce 2008 byl francouzským prezidentem Nicolasem Sarkozym vyznamenán Řádem čestné legie v hodnosti rytíře; toto vyznamenání mu ovšem bylo odebráno v říjnu 2015 po jeho účasti na převratu ze září 2015, který si vyžádal 14 mrtvých a přes 200 zraněných.
Po pádu diktátora Compaorého v roce 2014 byl Diendéré zvažován jako osoba odpovědná za boj proti terorismu a nadále udržoval privilegované vztahy s francouzskými a americkými představiteli. V březnu 2015 se zúčastnil amerického vojenského cvičení Flintlock v oblasti Sahelu, zaměřeného na výcvik afrických armád v boji proti přeshraničnímu terorismu.